# Amo (Bring Me the Horizon)
Amo è il sesto album in studio del gruppo musicale britannico Bring Me the Horizon, pubblicato il 25 gennaio 2019.
L'album è stato annunciato il 22 agosto 2018, il giorno dopo l'uscita del primo singolo Mantra. È prodotto dal frontman Oliver Sykes e dal tastierista Jordan Fish, ed è stato scritto e registrato principalmente a Los Angeles.

## Descrizione
Riguardo all'album, il cantante Oliver Sykes ha detto:
 Più tardi ha commentato che è un concept album sull'amore, dicendo che «Alla fine tutto si riduce ad amare». Ha inoltre dichiarato che alcuni dei testi riguardano il suo divorzio dalla moglie, avvenuto anni prima. Le sonorità dell'album risultano ancora più elettroniche e orecchiabili rispetto ai precedenti album del gruppo, anche se non sono del tutto abbandonate le sonorità alternative rock del precedente That's the Spirit; esse spaziano principalmente dal pop rock al rock elettronico e all'elettropop.

## Promozione
L'album è stato promosso per la prima volta da una campagna pubblicitaria con dei cartelloni apparsi a Londra e in altre città del mondo con simboli usati dalla band in passato, insieme alla frase «Do you wanna start a cult with me?», una frase contenuta in Mantra. È stato inoltre lanciato un sito web intitolato joinmantra.org che recitava «Salvation will return», e un numero di telefono che conteneva diversi clip audio in momenti diversi, tra cui uno di una donna di nome Samantha, che affermava «They're making me do this. I didn't know what I was getting myself into».
In promozione all'album, durante il 2019 la band si imbarca nel First Love World Tour.
Il primo singolo ad essere stato estratto dal disco è Mantra, uscito il 24 agosto 2018 insieme al relativo videoclip diretto da Alex Southam. Al riguardo, Sykes ha rivelato che è stata ispirata da Wild Wild Country, un documentario sul controverso guru indiano Bhagwan Shree Rajneesh, spiegando che «Mentre lo guardavo e cercavo di scrivere testi allo stesso tempo, stavo disegnando queste somiglianze con i culti e l'amore». Musicalmente si tratta di un brano rock ricco di elementi elettronici, riff hard rock e un intermezzo pop cantato in falsetto. La canzone è stata successivamente trasmessa su BBC Radio 1.
Il secondo singolo, pubblicato il 23 ottobre, è stato Wonderful Life, realizzato con la partecipazione vocale del cantante dei Cradle of Filth, Dani Filth, e dalle sonorità più pesanti e aggressive rispetto al resto dei brani dell'album. Per esso è stato realizzato anche un lyric video, diretto da Theo Watkins.
Il 3 gennaio 2019 è stato pubblicato il terzo singolo Medicine, il cui testo è incentrato sull'ultima relazione di Sykes con Hannah Snowdon, conclusasi all'inizio del 2016. Il relativo videoclip, uscito nel medesimo giorno, è stato diretto da Oliver Latta.
Tra il 24 e il 26 gennaio sono stati pubblicati per il download digitale anche i singoli Mother Tongue e Nihilist Blues, quest'ultimo in collaborazione con la cantante canadese Grimes. Come sesto singolo è stato scelto Sugar Honey Ice & Tea, uscito insieme al relativo videoclip nel luglio 2019.

## Accoglienza
| Recensione      | Giudizio |
| --------------- | -------- |
| Clash           |          |
| Exclaim!        |          |
| The Independent |          |
| Metal Injection |          |
| NME             |          |
| Wall of Sound   |          |

L'album è stato accolto positivamente dalla critica musicale, ottenendo una media di 85 su 100, basato su 12 recensioni su Metacritic.
Wall of Sound ha dato all'album 7,5/10 dicendo: «Ricordate come il frontman Oli Sykes ha incitato i fan a pensare che la band sarebbe stata inclusa nel Purpose World Tour di Justin Bieber nel Regno Unito? Beh, è un po' come hanno preso sul serio questa battuta e sono scesi lungo il percorso per vedere cosa succede, ma realisticamente, stanno progredendo verso qualcosa di simile da quando è finito il ciclo degli album come Sempiternal». Anche Leon TK di Metal Injection dà lo stesso voto, scrivendo: «Nel complesso, se siete aperti alla musica elettronica e al pop, oltre che al rock e al metal, vi piacerà molto. Se non lo siete, probabilmente vi state rompendo le nocche e rispolverando il vostro dizionario dei sinonimi, pronti per annientare la tastiera o lo schermo dello smartphone. Personalmente, penso che Mantra, Wonderful Life e l'epica I Don’t Know What to Say, siano tra le migliori canzoni dei BMTH, ma in ogni caso, per citare Oli Sykes durante Ouch, questo finirà in lacrime». NME, invece, ha notato che Mantra continua ad usare gli elementi elettronici e pop rock presenti nel precedente album in studio della band, That's the Spirit (2015).
Spencer Kaufman di Consequence of Sound ha dato all'album una B, scrivendo: «Usando i termini degli U2, That's the Spirit è stato l'Achtung Baby dei BMTH, dove hanno introdotto un nuovo suono, mentre Amo è il loro Zooropa, dove hanno portato l'evoluzione sonora ad un ulteriore passo avanti».
Clash, invece, dà un 5/10, scrivendo: «Questo album cattura un suono occasionalmente infiammabile ma largamente scomodo di una band in precedenza impavida e pionieristica presa in una crisi di fiducia, annullando i propri istinti musicali per perseguire una versione idealizzata di se stessi che immaginano nella propria testa».

## Tracce
Testi e musiche dei Bring Me the Horizon, eccetto dove indicato.
1. I Apologise If You Feel Something – 2:19
2. Mantra – 3:53
3. Nihilist Blues (feat. Grimes) – 5:25 (Bring Me the Horizon, Amy Lee, Terry Balsamo, Tim McCord, William Hunt)
4. In the Dark – 4:31
5. Wonderful Life (feat. Dani Filth) – 4:34
6. Ouch – 1:49
7. Medicine – 3:47
8. Sugar Honey Ice & Tea – 4:21
9. Why You Gotta Kick Me When I'm Down? – 4:28
10. Fresh Bruises – 3:18
11. Mother Tongue – 3:37
12. Heavy Metal (feat. Rahzel) – 4:00
13. I Don't Know What to Say – 5:52

## Formazione
Gruppo
- Oliver Sykes – voce
- Lee Malia − chitarra
- Jordan Fish − programmazione, cori
- Matthew Kean − basso
- Matthew Nicholls − batteria

Produzione
- Jordan Fish − produzione
- Oliver Sykes − produzione
- Romesh Dodangoda − ingegneria del suono
- Daniel Morris − assistenza tecnica (eccetto traccia 12)
- Alejandro Baima − assistenza tecnica (eccetto traccia 12)
- Francesco Cameli − assistenza tecnica (eccetto traccia 12)
- Nick Mills − assistenza tecnica (traccia 12)
- Dan Lancaster − missaggio
- Rhys May − assistenza al missaggio
- Ted Jensen − mastering

## Classifiche
| Classifica (2019)          | Posizione massima |
| -------------------------- | ----------------- |
| Australia                  | 1                 |
| Austria                    | 5                 |
| Belgio (Fiandre)           | 2                 |
| Belgio (Vallonia)          | 22                |
| Canada                     | 1                 |
| Finlandia                  | 7                 |
| Francia                    | 49                |
| Germania                   | 3                 |
| Giappone                   | 28                |
| Irlanda                    | 15                |
| Italia                     | 20                |
| Norvegia                   | 19                |
| Nuova Zelanda              | 9                 |
| Paesi Bassi                | 12                |
| Portogallo                 | 8                 |
| Regno Unito                | 1                 |
| Regno Unito (rock & metal) | 1                 |
| Stati Uniti                | 14                |
| Stati Uniti (alternative)  | 2                 |
| Stati Uniti (hard rock)    | 2                 |
| Stati Uniti (rock)         | 3                 |
| Svezia                     | 16                |
| Svizzera                   | 6                 |